# Niederschlesischer Oberlausitzkreis
Niederschlesischer Oberlausitzkreis (głuż. Delnjošlesko-hornjołužiski wokrjes) – były powiat w rejencji Drezno w niemieckim kraju związkowym Saksonia. Siedzibą Niederschlesischer Oberlausitzkreis było Niska. Od 1 sierpnia 2008 obszar powiatu wchodzi do nowo powstałego powiatu Görlitz.

## Podział administracyjny
(Liczba mieszkańców 2007)
| Miasta 1. Mużaków, Bad Muskau, Mužakow (3.955) 2. Niska, Niska (10.557) 3. Reichenbach/O.L., Rychbach (4.209) 4. Rothenburg/O.L., Rózbork (5.576) 5. Weißwasser/Oberlausitz, Běła Woda (20.298) Wspólnoty administracyjne i związki gmin - Wspólnota administracyjna Bad Muskau; gmina Bad Muskau i Gablenz - Wspólnota administracyjna Boxberg/O.L.; gmina Boxberg/O.L. i Klitten - Związek gmin Diehsa; gminy Hohendubrau, Mücka, Quitzdorf am See i Waldhufen (siedziba) - Wspólnota administracyjna Reichenbach/O.L.; gminy Königshain, Reichenbach/O.L., Sohland am Rotstein i Vierkirchen - Wspólnota administracyjna Rietschen; gmina Kreba-Neudorf i Rietschen - Wspólnota administracyjna Rothenburg/O.L.; gmina Hähnichen i Rothenburg/O.L. - Wspólnota administracyjna Schleife; gminy Groß Düben, Schleife i Trebendorf - Związek gmin Weißer Schöps/Neiße; gminy Horka, Kodersdorf (siedziba), Neißeaue i Schöpstal - Wspólnota administracyjna Weißwasser/O.L.; gmina Weißkeißel i Weißwasser | Gminy 1. Boxberg/O.L. (3.971) 2. Gablenz (1.825) 3. Groß Düben (1.269) 4. Hähnichen (1.437) 5. Hohendubrau (2.198) 6. Horka (1.970) 7. Klitten (1.432) 8. Kodersdorf (2.587) 9. Königshain (1.281) 10. Krauschwitz (3.859) 11. Kreba-Neudorf (1.023) 12. Markersdorf (4.272) 13. Mücka (1.217) 14. Neißeaue (1.932) 15. Quitzdorf am See (1.427) 16. Rietschen (2.915) 17. Schleife (2.803) 18. Schöpstal (2.672) 19. Sohland am Rotstein (1.395) 20. Trebendorf (1.058) 21. Vierkirchen (1.909) 22. Waldhufen (2.760) 23. Weißkeißel (1.422) |